# El sueño de un vals
El sueño de un vals (en alemán: Ein Walzertraum) es una película dramática muda alemana de 1925 dirigida por Ludwig Berger y protagonizada por Willy Fritsch, Mady Christians y Xenia Desni. estavba basada en la opereta de 1907 Ein Walzertraum compuesta por Oscar Straus. Fue una de las películas de opereta vienesas más influyentes desu época. A diferencia de muchas de las ambiciosas producciones de UFA de la década de 1920, El sueño de un vals logró recuperar su costo de producción solo en el mercado interno.

## Argumento
La princesa Alix se casa con un teniente de su guardia, el conde Nicolás Preyn. Pero el matrimonio resulta infeliz para Niki porque su esposa, la líder de Rurislavenstein, lo descuida en asuntos de estado. En un bar, Niki conoce a la encantadora Franzi, quien dirige una orquesta exclusivamente femenina. La princesa se da cuenta de la infelicidad de su esposo: para compensarlo, toma clases de dirección femenina, viste la ropa más a la moda y adquiere un toque de frivolidad que cautiva a su esposo. Franzi se retira entonces ordenadamente.

## Reparto
- Willy Fritsch como Nicholas Count Preyn
- Mady Christians como Princess Alix
- Xenia Desni como Franzi Steingruber
- Lydia Potechina como Steffi, Bassistin
- Mathilde Sussin como Frl. von Koeckeritz
- Karl Beckersachs como Archduke Peter Franz
- Julius Falkenstein como Rockhoff von Hoffrock
- Hans Brausewetter como Der Pikkolo
- Jakob Tiedtke como Eberhard XXIII von Flausenthurm
- Lucie Höflich